# Thomisus albertianus
Thomisus albertianus là một loài nhện trong họ Thomisidae.
Loài này thuộc chi Thomisus. Thomisus albertianus được Embrik Strand miêu tả năm 1913.